# 牧野纮子
牧野纮子（日语：／ Makino Hiroko，1999年8月20日—），日本女子游泳运动员，2022年亚洲运动会女子4×200米自由泳接力和混合4×100米混合泳接力银牌得主、女子200米蝶泳铜牌得主。